# Quercus griffithii
Quercus griffithii Hook.f. & Thomson ex Miq. – gatunek roślin z rodziny bukowatych (Fagaceae Dumort.). Występuje naturalnie w północno-wschodnich Indiach, na Sri Lance, w Bhutanie, Mjanmie, północnej Tajlandii oraz południowych Chinach (w prowincjach Kuejczou, Syczuan i Junnan, a także w Tybetańskim Regionie Autonomicznym). 

## Morfologia
PokrójZrzucające liście drzewo dorastające do 25 m wysokości.
LiścieBlaszka liściowa jest owłosiona od spodu i ma kształt od odwrotnie jajowatego do eliptycznie odwrotnie jajowatego. Mierzy 10–20 cm długości oraz 4–10 cm szerokości, jest piłkowana na brzegu, ma nasadę od zaokrąglonej do klinowej i spiczasty wierzchołek. Ogonek liściowy jest nagi i ma 5–10 mm długości.
OwoceOrzechy zwane żołędziami o jajowato elipsoidalnym kształcie, dorastają do 15–20 mm długości i 8–12 mm średnicy. Osadzone są pojedynczo w miseczkach w kształcie kubka, które mierzą 12–15 mm średnicy. Orzechy otulone są w miseczkach do 35–50% ich długości.

## Biologia i ekologia
Rośnie w lasach mieszanych. Występuje na wysokości od 700 do 2800 m n.p.m.